# Щецин — Келчув — Кендзежин — Страхотина
Щецин – Келчув – Кендзежин – Страхотина – польський трубопровід, запланований до завершення у першій половині 2020-х. Має забезпечити масштабні поставки природного газу з балтійського напрямку до інших регіонів країни або сусідніх країн.

## Загальна характеристика
Починаючи з 1960-х років основним джерелом надходження блакитного палива до Польщі був його імпорт зі сходу, з території України (газотранспортний коридор від Комарно), а потім Білорусі (газогони Кобрин – Варшава, Ямал – Європа). Проте на початку 21 століття з метою уникнення залежності від ресурсу російського походження почали облаштовувати нові напрямки імпорту. Спершу в 2015-му став до ладу термінал ЗПГ Свіноуйсьце, а на 2022-й заплановане завершення проекту Baltic Pipe, яким на північний захід країни доправлятиметься норвезький природний газ.
Для подальшого транспортування норвезького ресурсу у відповідні строки повинні прокласти трубопровід, котрий прямуватиме від району Щецина на південь до Силезії, а потім на схід уздовж Карпатських гір (значною частиною, але не повністю, цей маршрут співпадатиме з існуючим газотранспортним коридором Ярослав – Силезія – Щецин, спорудженим раніше для поставок у протилежному, західному, напрямку).
Траса газопроводу починатиметься від компресорної станції Голенюв, до якої підведуть перемичку із точки виходу Baltic Pipe на суходіл (і куди вже під'єднано трубопровід від згаданого вище терміналу ЗПГ). Далі вона проходитиме через:
- Львувек, де знаходиться сполучувальний вузол із газогоном Ямал – Європа;
- Одолянув, поряд з яким працює підземне сховище Вежховіце та куди виходить перемичка Густожин – Одолянув, що забезпечує сполучення зі ще одним газотранспортним коридором Ярослав – Варшава – Гданськ;
- Келчув на околиці Вроцлава, де знаходиться кінцева точка газопроводу, який прямує від інтерконектора з німецькою газотранспортною системою у Лясуві;
- Кендзежин, куди виведуть трубопровід від потужного польско-ческого інтерконектора (розглядається як частина підтриманого Євросоюзом коридору Північ – Південь між Балтійським та Адріатичним морями);
- Творуг, де маршрут трубопроводу знов сходитиметься із коридором Ярослав – Силезія – Щецин, з яким він розійшовся у Одолянуві;
- Поґурську-Волю, де працюватиме одна з компресорних станцій системи (інші знаходитимуться у Голенюві, Одолянуві та Кендзежині).
У підсумку газогін досягатиме Страхотини, де планується створення газового хабу із компресорною станцією. Від розташованого тут підземного сховища вже прокладено перемичку Страхотина – Германовиці, котра має стати частиною нового польсько-українського інтерконектору (це дозволить суттєво збільшити обсяги блакитного палива, які можуть постачатись до України – наразі вони лімітовані використанням у непроектному режимі газотранспортних коридорів Ярослав – Варшава та Ярослав – Силезія, споруджених колись для поставок у західному напрямку). Крім того, сюди підключать запланований до спорудження інтерконектор із Словаччиною.
Трубопровід матиме довжину понад 900 км, в тому числі від Щецина (Голенюва) до Львувека 191 км, від Творуга до Погурської Волі 223 км, а від Погурської Волі до Страхотини 97 км. Його виконають в діаметрі 1000 мм, що є найбільшим показником для газотранспортної мережі Польщі (не рахуючи транзитного Ямал – Європа), при цьому робочий тиск системи становитиме 8,4 МПа.
В межах проекту потужність компресорної станції у Голенюві планується збільшити на 25 МВт ( з подальшим розширенням на 5 МВт), а станцію в Одолянуві підсилять на 30 МВт (з можливим подальшим нарощуванням цього показника ще на 20 МВт). У 2019-му підписали угоду на спорудження у Кендзежині компресорної станції, котра забезпечуватиме перекачування блакитного палива у різних напрямках (на схід, захід, а також на південь у напрямку Чехії). Первісно вона матиме три газотурбінні агрегати загальною потужністю 23 МВт з можливим подальшим розширенням до 69 МВт.

## Ділянки, споруджені у 2010-х
Ще до початку реалізації основного етапу, у 2018 – 2019 роках, ввели в експлуатацію ділянку трубопроводу Львувек – Одолянув довжиною 168 км. Разом із прокладеним дещо раніше трубопроводом Щецин – Львувек діаметром 700 мм вона ще до спорудження Baltic Pipe може обслуговувати потоки блакитного палива, імпортованого через балтійський напрямок (термінал ЗПГ Свіноуйсьце), а також отриманого через вузол відбору Львувек із газогону Ямал – Європа.
Ще в 1996 та 2001 роках у районі Одолянува трасу з'єднали двома нитками діаметром 500 мм і 1000 мм із розташованим за кілька кілометрів підземним сховищем газу Вежховіце. А у другій половині 2010-х від Вежховіце проклали ділянку довжиною 238 км, яка прямує на південний захід до Келчува (стала до ладу в 2017 – 2018 роках), далі довертає на південний схід у напрямку Кендзежина, після чого приймає північно-східний напрямок та досягає Творуга (в 2018 – 2020 роках на ділянках між Келчувом та Творугом йшло активне будівництво). 
Під час спорудження газопроводу неодноразово застосовували метод спрямованого горизонтального буріння. Так, між Келчувувом та Кендзежином безтраншейним методом мали подолати 78 перешкод, зокрема, шляхом прокладання тунелів довжиною 0,8 км під Гливицьким каналом та довжиною по 0,55 км під Одрою у Контах-Опольських та під Нисою-Клодзькою (ліва притока Одри) у Левін-Бжеський. Між Кендзежином та Творугом спорудили два великі переходи довжиною по 0,75 км – один під Кендзежинським каналом (відгалуження Глівіцького, котре прямує до заводу азотної хімії у Кендзежині), а другий одночасно під Глівіцьким каналом та річкою Клодниця (права притока Одри).